# Puig de les Tres Forques
El Puig de les Tres Forques o Puig Ricard és una muntanya de 22 metres que es troba al municipi de Peralada, a la comarca catalana de l'Alt Empordà.
Antigament marcava els límits entre Castelló d'Empúries amb Vilanova de la Muga i amb Sant Joan Sescloses.